# Luc Herrmann
Luc Herrmann (10 febbraio 2000) è uno sciatore alpino svizzero.

## Biografia
Slalomista puro attivo dal dicembre del 2016, Herrmann ha esordito in Coppa Europa il 31 gennaio 2020 a Jaun, senza completare la prova; non ha debuttato in Coppa del Mondo e non ha preso parte a rassegne olimpiche o iridate.

## Palmarès

### Coppa Europa
- Miglior piazzamento in classifica generale: 212º nel 2024

### Campionati svizzeri
- 1 medaglia:
  - 1 bronzo (slalom speciale nel 2023)